# Ilka Gedő
Ilka Gedő' (ur. 26 maja 1921 w Budapeszcie, zm. 19 czerwca 1985 tamże) – węgierska malarka i graficzka.
Jej twórczość przetrwała dekady prześladowań i represji, najpierw przez półfaszystowski reżim lat 30. i 40. XX wieku, a następnie, po krótkiej przerwie względnej wolności w latach 1945–1949, przez reżim komunistyczny lat 50. do 1989 roku. W pierwszym etapie twórczości, który zakończył się w 1949 roku, Ilka Gedő wykonała ogromną liczbę rysunków, które można podzielić na różne serie. Od 1964 roku wznowiła działalność artystyczną tworząc obrazy olejne. „Ilka Gedő jest jedną z samotnych mistrzyń sztuki węgierskiej. Nie jest związana ani z awangardą, ani z tradycyjnymi trendami. Jej niedościgniona metoda twórcza sprawia, że nie można jej porównywać z innymi artystami”.

## Wczesne życie i trening
Ilka Gedő (1921-1985) urodziła się 26 maja 1921 r. z małżeństwa Szymona Gedő i Elzy Weiszkopf. Jej ojciec był nauczycielem w żydowskim gimnazjum, matka pracowała jako urzędniczka. W kręgu przyjaciół rodziny znajdowali się czołowi węgierscy pisarze i artyści tamtych czasów. Ilka Gedő wychowywała się w rodzinie, w której miała wszelkie możliwości, by stać się wykształconą i wrażliwą artystką. Uczęszczała do szkoły średniej noszącej nazwę „Új Iskola” (Nowa Szkoła). Szkoła ta oferowała innowacyjny program i metody nauczania.
Ilka Gedő od wczesnego dzieciństwa nieustannie rysowała, zapisując swoje przeżycia. Zachowany w całości w posiadłości artystki cykl juveniliów można ułożyć w porządku chronologicznym, mamy więc do czynienia z wizualnym pamiętnikiem.
Miała siedemnaście lat, gdy spędzała wakacje na wzgórzach Bakony, na zachód od Budapesztu. Podczas wakacji cały czas spędzała na rysowaniu krajobrazów. Na polach, ze szkicownikiem w ręku, podążała za kosiarzami, aby pod tym samym kątem oglądać wciąż na nowo powtarzający się ruch, uchwycić rytm z dużą płynnością i wyrafinowaniem. Zachowane rysunki, akwarele i foldery z lat 1937–1938 świadczą o tym, że już wtedy posiadała pełne techniczne opanowanie rysunku, i to pomimo tego, że nigdy wcześniej nie pobierała regularnych lekcji. From the late 1930s till the early 1940s Ilka Gedő was taught by three artists of Jewish origin who were killed by the Nazis at the end of the war.
W 1939 roku, w roku maturalnym, Gedő uczęszczała do otwartej szkoły Tibora Gallé (1896-1944). Drugim mistrzem Gedő był Victor Erdei (1879-1944), malarz i grafik w stylu naturalistyczno-impresjonistycznym i secesyjnym. Trzecim nauczycielem Gedő był rzeźbiarz István Örkényi Strasser (1911-1944). Od Strassera Gedő nauczyła się stanowczości rzeźbiarskiego modelunku i odwzorowania bryły.
Po zdaniu matury Ilka Gedő poważnie rozważała rozpoczęcie studiów artystycznych w Paryżu, ale przeszkodziła jej w tym wojna, a ze względu na żydowskie prawo nie mogła też dostać się do Węgierskiej Akademii Sztuki. Nawet gdyby Gedő chciała uczęszczać do Akademii, prawdopodobnie droga do niej zostałaby jej zablokowana. Wraz z rosnącymi wpływami węgierskich faszystów, Partii Strzałokrzyżowców, otwarte pozbawienie praw obywatelskich Żydów rozpoczęło się w 1938 r. wraz z wprowadzeniem pierwszej ustawy żydowskiej, a następnie drugiej i trzeciej w 1939 i 1941 r. W czasie wojny Gedő zarabiała na życie.
W czasie wojny utrzymywała się z ceramiki, ale nigdy nie przestała tworzyć swoich serii grafik. Ilka Gedő często odwiedzała miasteczko Szentendre. Małe prowincjonalne miasteczko nad Dunajem, około 20 mil od Budapesztu, w okresie międzywojennym było schronieniem dla wielu artystów. W latach 1938–1947 Ilka Gedő wykonała pastelowe rysunki miasta, czerpiąc formy i kolory bezpośrednio z natury. Kolory czerwony, żywy żółty, ciemnobrązowy, niebieski i zielony osiągają dużą intensywność barwną. Do początku lat 40. wraz z innymi młodymi artystami Ilka Gedő odwiedzała także pracownię Gyuli Papa (1899-1982), który był byłym uczniem Johannes Itten i nauczycielem Bauhausu.
W tych latach, aż do 1944 roku, Gedő tworzyła studia intymne, głównie ołówkowe, dotyczące życia rodzinnego. Rozpoczęła serię autoportretów, która miała trwać do końca, w 1949 roku, pierwszego etapu jej kariery artystycznej.
W 1942 roku Ilka Gedő wzięła udział w wystawie zorganizowanej przez Grupę Plastyków Socjalistów zatytułowanej Wolność i lud, która odbyła się w Centrum Związku Zawodowego Metalowców.

## Rysunki wykonane w budapesztańskim getcie
19 marca 1944 r. osiem niemieckich dywizji wkroczyło na Węgry. Prześladowania węgierskich Żydów rozpoczęły się na dobre. Z niespotykaną szybkością prawie wszyscy Żydzi z węgierskich prowincji zostali deportowani do obozów koncentracyjnych w Polsce, gdzie większość z nich została zabita. (Węgierska społeczność żydowska straciła 564 500 istnień ludzkich podczas wojny, w tym 63 000 przed niemiecką okupacją.). Mimo protestów hierarchów kościelnych i niezdecydowanych prób powstrzymania deportacji przez Miklósa Horthyego, latem 1944 r. około 200 000 Żydów zgromadzono w budapesztańskim getcie i w specjalnie wyznaczonych domach. Po nieudanej próbie Horthyego wycofania Węgier na wojnę, partia Strzałokrzyżowców dokonała 15 października 1944 r. zbrojnego przejęcia władzy. W getcie rozpoczął się najgorszy koszmar. Dzięki szczęściu Ilka Gedő uniknęła deportacji i przeżyła.

W getto w Budapeszcie Ilka Gedő większość czasu spędzała na czytaniu i rysowaniu rejestrując otoczenie, swoich towarzyszy, starców i dzieci. Rysunki te są bezcennymi dokumentami, ale także alegoriami ludzkiego upokorzenia i bezbronności. Na jednym z rysunków autoportretowych przedstawia siebie w ujęciu frontalnym, ukazując osobę, która straciła kontrolę nad własnym losem. W związku z tym nie ma już wieku i prawie nie ma płci.

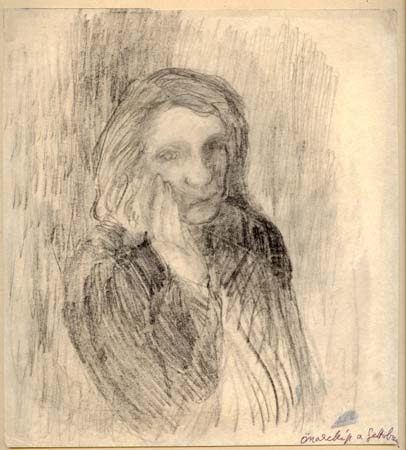
Ilka Gedő Autoportret w budapesztańskim getcie, 1944, Folder 10, Zdjęcie 31, Węgierska Galeria Narodowa
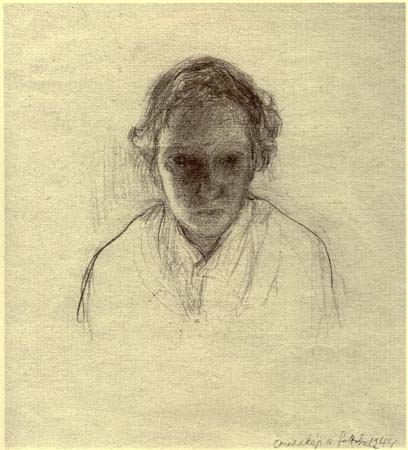
Ilka Gedő Autoportret z budapesztańskiego getta, 1944, Muzeum Sztuki Yad Vashem
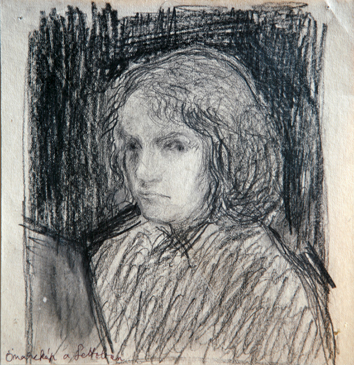
Ilka Gedő Autoportret w budapesztańskim getcie, 1944, Węgierskie Muzeum Żydowskie

Na ostatnim rysunku widzimy autoportret artysty z deską kreślarską. Oczy, jak się wydaje, wpatrują się w nicość. Ego szuka oparcia we własnym „ja”.

## Okres między 1945 a 1948 rokiem

### Rysunki autoportretowe (1945-1949)
W Sylwestra 1945 roku Ilka Gedő poznała Endre Bíró, który studiował chemię na Uniwersytecie Segedyńskim, a po wojnie rozpoczął pracę w instytucie badawczym kierowanym przez węgierskiego naukowca, laureata Nagrody Nobla Albert Szent-Györgyi.
Pracując w ściśle figuratywnym idiomie, artystka potrzebowała modeli i oprócz rodziny i przyjaciół najdogodniejszym modelem okazała się ona sama.

Ilka Gedő tworzyła autoportrety, które poprzez swoją szczerość i eksplorację siebie, przykuwają uwagę widza. Prace te rysowane są w sposób, który przywołuje jednocześnie prostą fizyczną rzeczywistość i emocjonalną wrażliwość. W jej starania o wierne i wierne odwzorowanie rzeczywistości wkradały się jednak wątpliwości: tradycyjny i opanowany modelunek, który był dla niej tak typowy, stopniowo zastępowany był ekspresyjnym, wybuchowym i pełnym napięcia stylem.

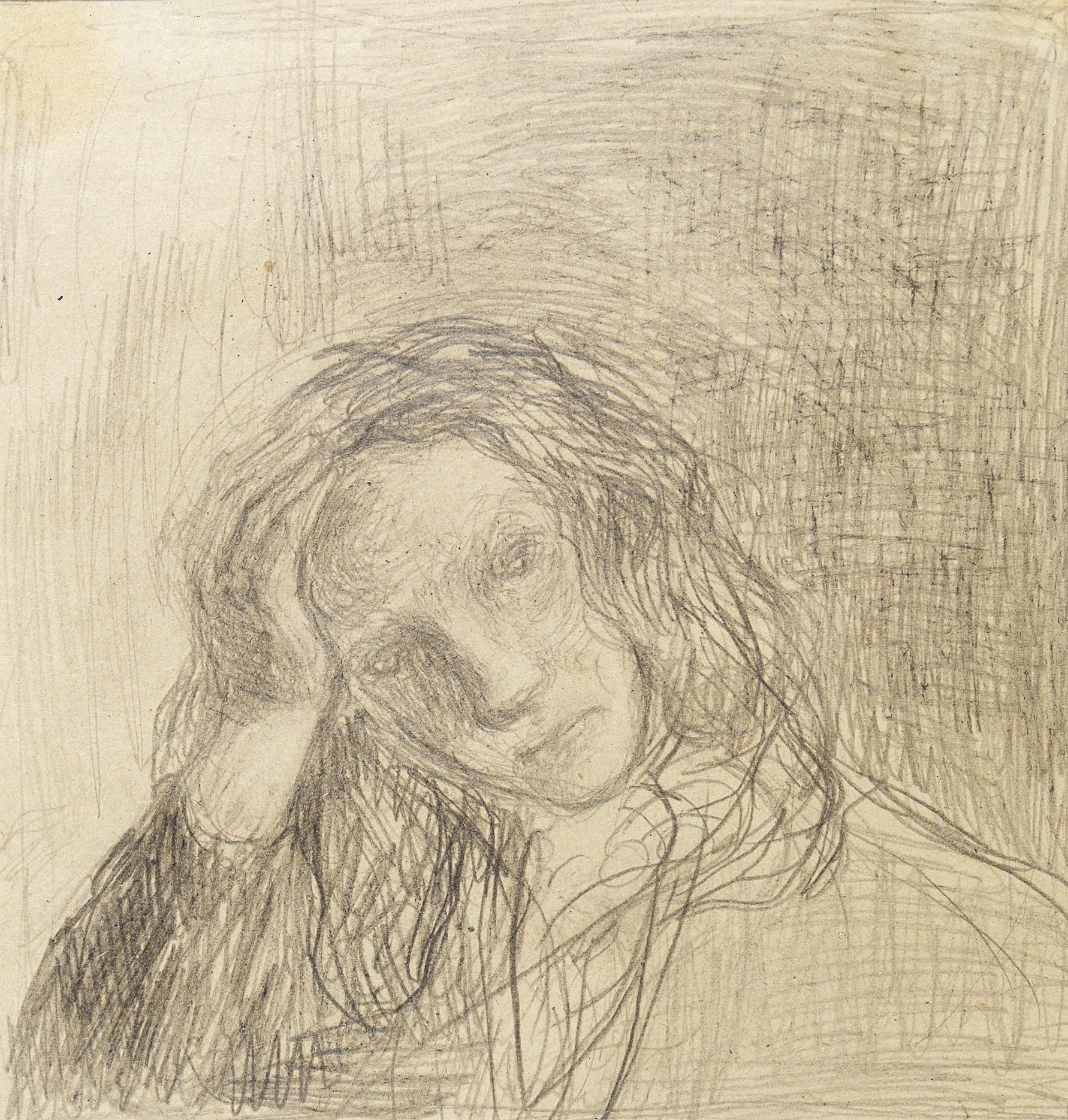
Autoportret Ilki Gedő, 1948, Węgierska Galeria Narodowa
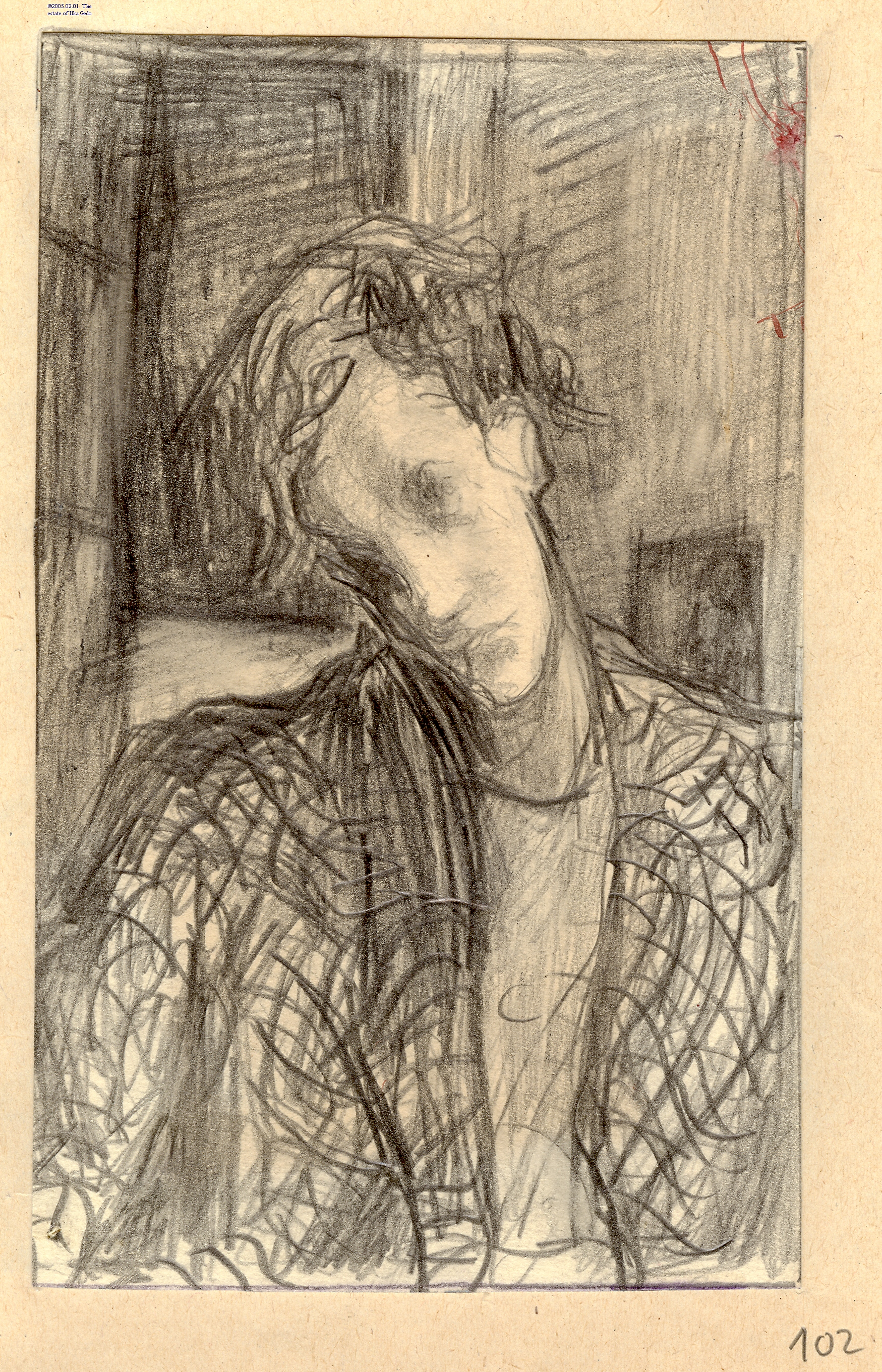
Smutny Autoportret,, 1946–1947, Nowy Jork, The Museum of Modern Art

Rysunki z cyklu autoportretów Fillér utca oddziałują na widza dzięki swej okrutnej szczerości i autentycznej artystycznej sile.

### Rysunki z Fabryki Ganza (1947-1948)
Nieustannie poszukując nowych tematów, Gedő znalazła w Fabryce Maszyn Ganza, niedaleko swojego domu przy ulicy Fillér, bogate i wizualnie ożywione środowisko do rysowania. Ilka Gedő otrzymała pozwolenie na wizytę w Fabryce Ganza z rekomendacji Wolnego Związku Zawodowego Artystów Plastyków.

Podobnie jak w autoportretach z tego samego okresu, jej rysunki i pastele z Fabryki Ganza, przedstawiające szereg powracających tematów, są szybkimi szkicami chwilowych doświadczeń, które ujawniają intensywną koncentrację duchową i siłę ekspresji. Nerwowe, falujące linie odzwierciedlają wrażenia artystki z pracy w przemyśle. Decyzja Iki Gedő o rysowaniu w fabryce nie była motywowana politycznie i nie ma w tych rysunkach śladu idealizacji. Dramatyczne, panoramiczne widoki rozległych wnętrz przeplatają się ze współczującymi studiami wyczerpanych robotników. Rysunki Ilki Gedő z Fabryki Ganza są realistyczne, ale przede wszystkim ekspresyjne i poruszające. Przestrzeń i wielkie formy przedstawione są w nich jako nowość. Wśród płaszczyzn i brył człowiek sprowadzony jest do schematycznej postaci. Pojawiające się w przestrzeni przedmioty zdają się pożerać postacie.

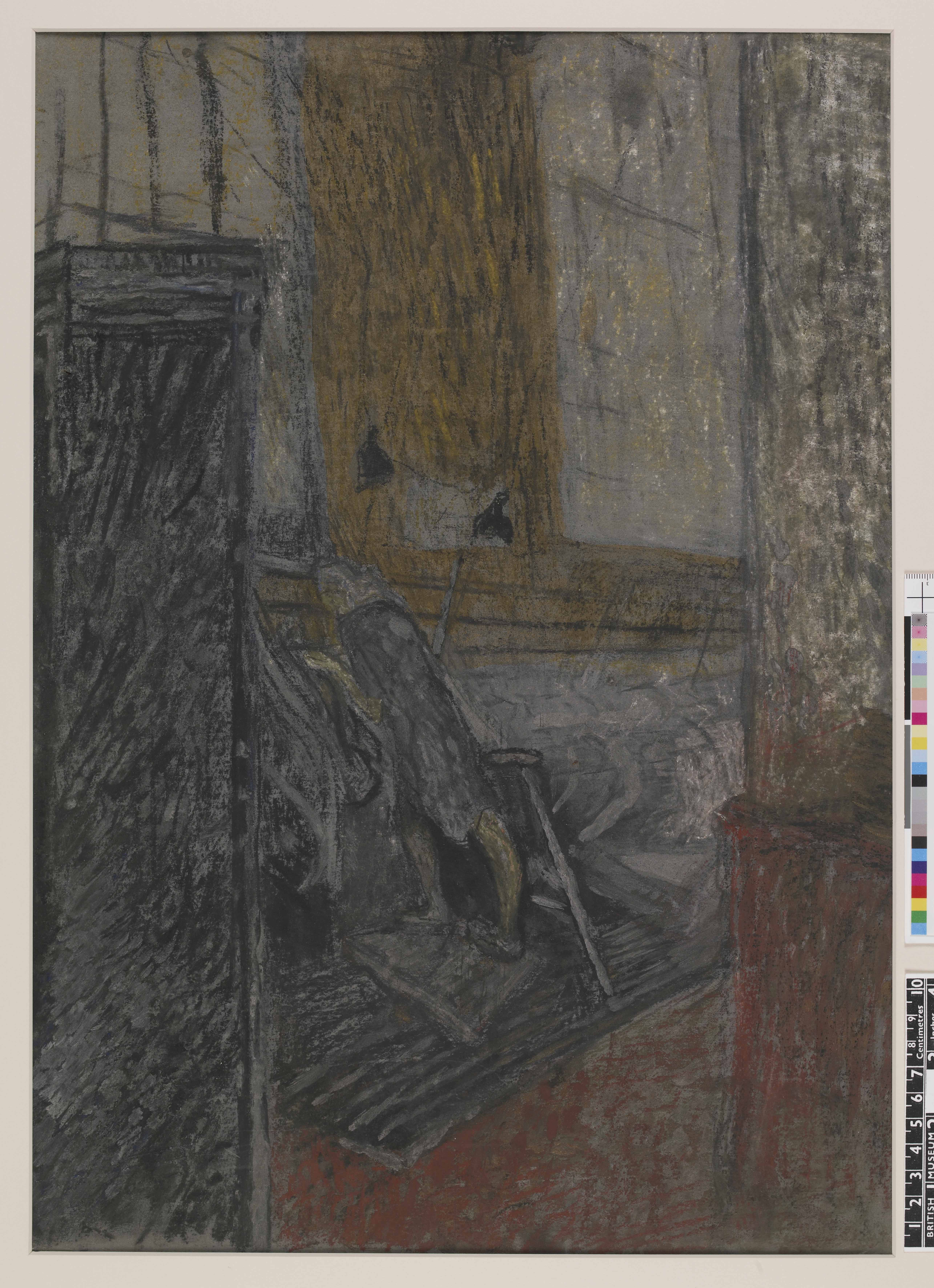
Ilka Gedő Rysunek Fabryki Ganza, 1948, British Museum
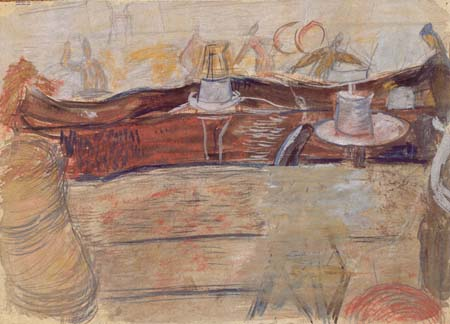
Ilka Gedő Rysunek Fabryki Ganza, 1948,Albertina
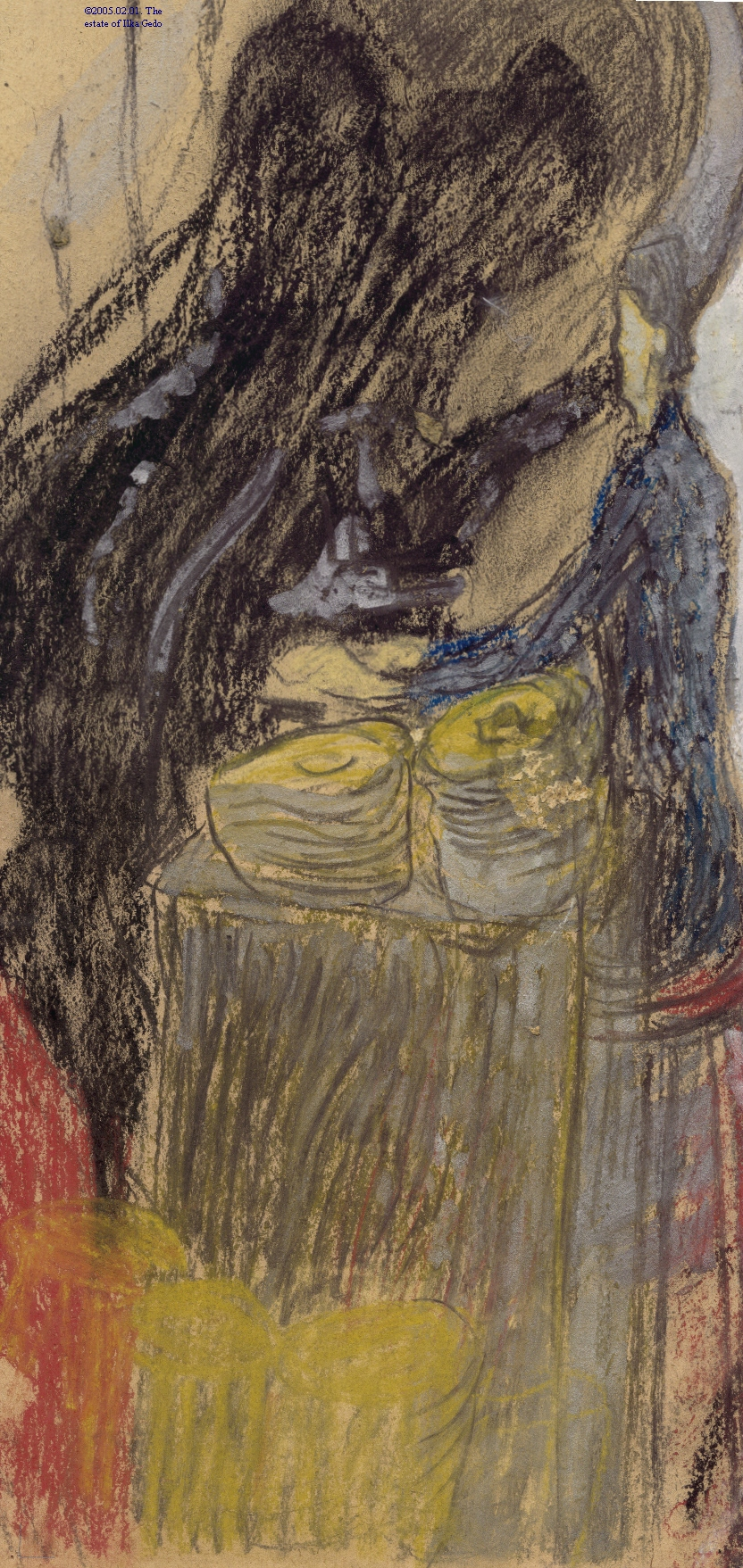
Ilka Gedő Rysunek Fabryki Ganza, 1949, New York, The Museum of Modern Art

## Seria stołowa (1949)
Temat tych rysunków, mały i zawsze widoczny stolik jest prozaiczny, jest zawsze pod ręką. Linie na tych rysunkach nigdy nie są konturem zamknięcia jakiegoś obszaru: zawsze się poruszają, wyzwalając tym samym tajemnicze energie.

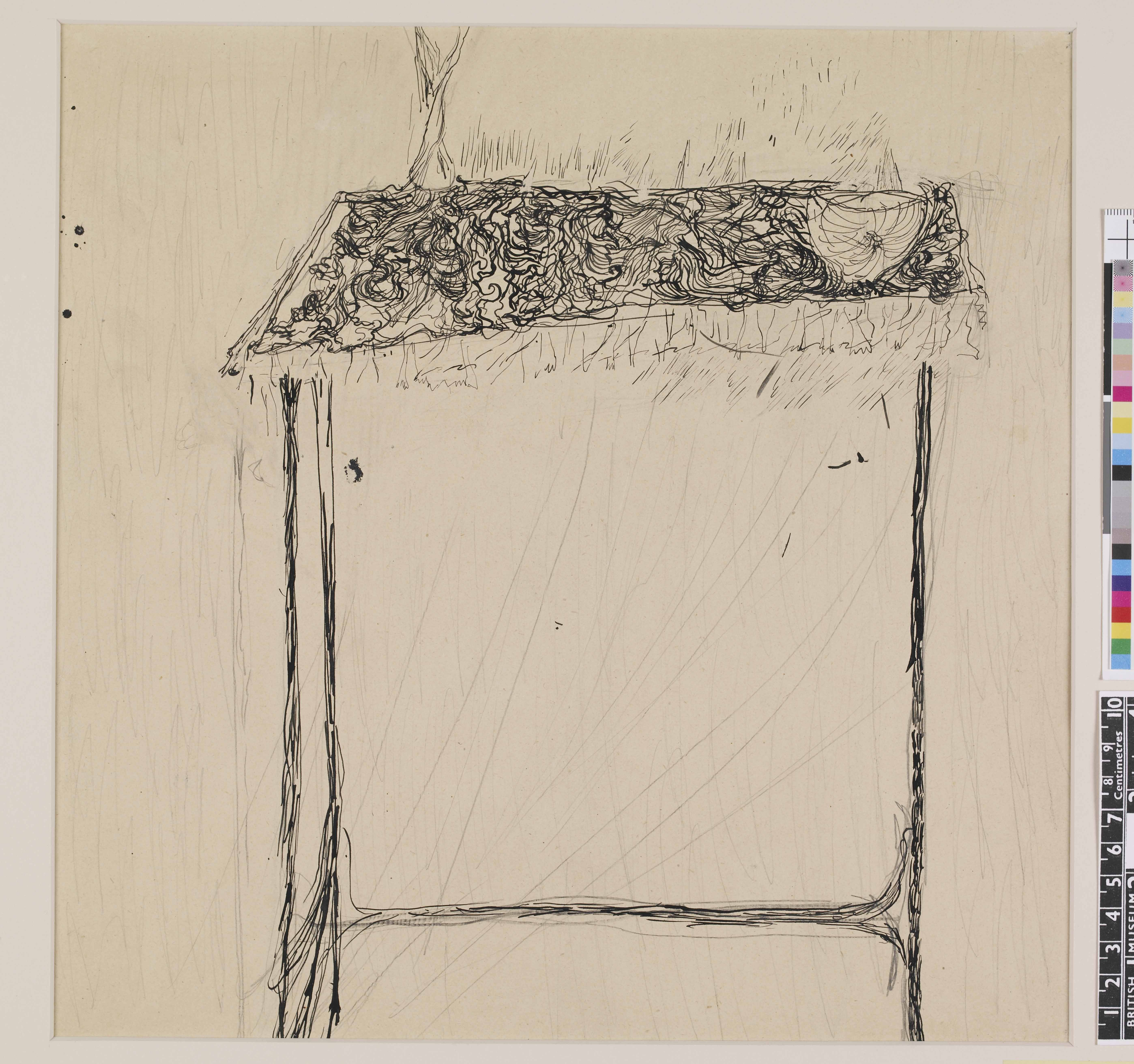
Ilka Gedő Thonet Table, 1949, British Museum

## Okres twórczego milczenia (1949–1965)
Poza rodziną i kilkoma przyjaciółmi, nikt nie widział rysunków Gedő w momencie ich powstawania. W tym okresie, od 1945 do 1949 roku, oprócz pasteli zaczęła używać także olejów, ale Gedő w przypływie depresji i nie widząc wyjścia z dylematów, które ją nękały, zniszczyła większość obrazów olejnych powstałych w tych latach.
Po niezwykłym okresie wolności w latach 1945–1948, nastanie dyktatury komunistycznej wpłynęło negatywnie na życie Ilki Gedő i było jednym z powodów, dla których na szesnaście lat zrezygnowała z działalności artystycznej.
W 1949 r. Ilka Gedő przestała malować i rysować. Jej dobrowolna rezygnacja trwała do 1965 roku. W tych latach, poza kilkoma kolorowymi szkicami, nie wzięła do ręki ołówka ani pędzla, odmawiając ich nawet w zabawie z dziećmi. Jej decyzję należy wytłumaczyć, gdyż bardzo rzadko zdarza się, aby artysta, dla którego sztuka była sensem i celem życia, przestał tworzyć bez przymusu.
Powody zaprzestania pracy artystycznej były trzy. Pierwszym z nich był początek dyktatury komunistycznej, drugim brak uznania dla sztuki Ilki Gedő (przyjaciele Gedő mieli wrogi stosunek do wszystkiego, co przedstawieniowe lub figuratywne, a niefiguratywność traktowali jako środek wyrazu politycznego), a trzecim fakt, że Ilka Gedő uznała, iż może pozostać wierna swojemu talentowi tylko poprzez zaprzestanie tworzenia sztuki.
Kiedy Ilka Gedő przestała tworzyć, nie zrezygnowała całkowicie z możliwości wznowienia. Podjęła intensywne studia z zakresu historii sztuki. Dużo czytała o teorii koloru. Czytała i notowała uważnie Teorię barw Goethego, tłumacząc z niej długie fragmenty. Bez tych studiów nie byłby możliwy świat koloru drugiego okresu artystycznego.
W połowie lat 60. artystka umieściła w passepartoutach prawie wszystkie rysunki z poprzedniego okresu, a także dokonała ich selekcji w teczkach według tematów. Ta działalność trwała przez wiele lat. Pierwszą wystawą indywidualną artystki była wystawa studyjna otwarta 15 maja 1965 roku, na której zaprezentowano wybór rysunków powstałych w latach 1945–1948.
Od początku lat 60. kontrola partii komunistycznej nad społeczeństwem nieco się rozluźniła, ale izolacja Ilki Gedő trwała nadal. Sytuację Ilki Gedő pogarszał jeszcze fakt, że wielu jej przyjaciół, w przeciwieństwie do niej, poszło na kompromis z reżimem, podczas gdy utalentowani artyści młodego pokolenia po prostu wyłączyli się z oficjalnego systemu polityki artystycznej i znaleźli uznanie na Zachodzie. W ostatnich dwóch latach wojny i w czteroletnim okresie wolności po 1945 roku Ilka Gedő stworzyła ogromną liczbę rysunków, o których istnieniu zapomniano, gdy w końcu, w wieku pięćdziesięciu dziewięciu lat, miała swoją pierwszą publiczną wystawę w 1980 roku.

## Obrazy
W latach 60. Ilka Gedő zaczęła malować w oleju. Tworzyła obrazy „dwuetapowe”. Najpierw rysowała szkic swojej kompozycji, przygotowywała makietę i wpisywała w poszczególne pola nazwy odpowiednich kolorów. Przygotowywała kolekcję próbek barwnych i pisała, gdzie kolory mają się znaleźć w miejscach ich ostatecznego zastosowania. Nigdy nie improwizowała na swoich obrazach, tylko powiększała pierwotny plan. Na jej obrazach siła barw zimnych i ciepłych wydaje się być jednakowa. Tworzyła swoje obrazy powoli, wśród domysłów, zapisując etapy procesu twórczego w dziennikach, dzięki czemu można prześledzić powstawanie wszystkich obrazów.
Zapisy dziennika rejestrują wszystkie spekulacje artystki związane z powstawaniem obrazu. Kiedy odkładała obraz na bok, odkładała odpowiedni dziennik i kontynuowała pracę nad innym obrazem. Przed wznowieniem pracy nad obrazem zawsze czytała wcześniejsze zapiski z dziennika.
Jej metoda twórcza podąża za głosem instynktu, ale nie zapomina o dyscyplinie intelektu. „Krytycy sztuki szybko wskazują na dowody jej nostalgii za secesją i Jugendstilem. Prawdziwą nostalgią Gedő jest jednak tęsknota za utraconą mitologią i w tym jest podobna do swoich poprzedniczek z fin-de-siècle’u. Mitologię tę, choć osobistą, odnalazła w sztuce, która potrafi przywołać i pielęgnować pamięć o zagrożonym świecie.”.
Znany węgierski historyk sztuki, László Beke w 1980 roku ocenia jej sztukę: „Uważam za całkowicie bezcelowe wyciąganie jakichkolwiek paraleli pomiędzy Pani sztuką a „współczesnymi” trendami, ponieważ Pani sztuka mogłaby się narodzić w dowolnym czasie pomiędzy 1860 a 2000 rokiem. Inspiracje czerpie ona nie z „zewnątrz”, lecz z „wewnątrz”, a jej spójność i autentyczność wynika z relacji tej sztuki z jej twórcą – i to nie może umknąć uwadze żadnego z odbiorców tych prac.”.
Gedő zmarła 19 czerwca 1985 roku, w wieku 64 lat, na kilka miesięcy przed odkryciem jej twórczości za granicą. Sceną przełomu było Glasgow, gdzie Compass Gallery zaprezentowała jej obrazy i rysunki w 1985 roku.

Na przełomie lat 1989–1990 Ilka Gedő miała drugą, retrospektywną wystawę w Glasgow’s Third Eye Centre.

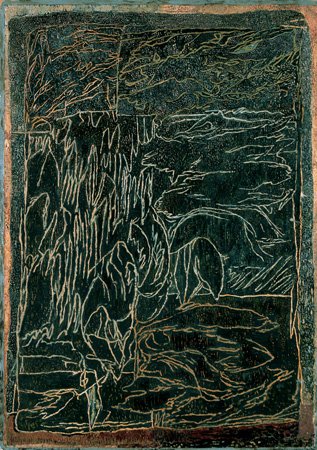
Ilka Gedő – Ogród różany, 1969–1970, olej na tekturze, 58 42 cm
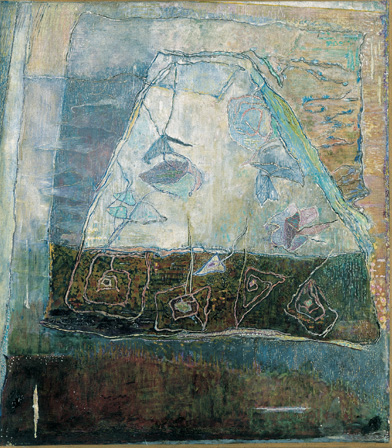
Ilka Gedő – Kopulasty ogród różany, 1970–72, olej na płótnie, 54 × 47 cm

## Wystawy
Wystawy kobiece na Węgrzech:
- Wystawa studyjna (1965)
- Muzeum Króla Stefana, Székesfehérvár, Węgry (1980)
- Galeria Dorottya Utca, Budapeszt (1982)
- Galeria Kolonii Artystów, Szentendre, Węgry (1985)
- Pałac Wystaw, Budapeszt (1987)
- Galeria w Szombathely (1989)
- Węgierskie Muzeum Żydowskie, Budapeszt, [z György Románem] (1995)
- Miejska Galeria Obrazów w Budapeszcie, Muzeum Kiscell (2001)
- Galeria Raiffeisen (2003-2004) (wystawa kameralna)
- Węgierska Galeria Narodowa (2004-2005)
- Węgierski Teatr Narodowy (2013) (wystawa kameralna)

Wystawy indywidualne za granicą:
- Compass Gallery, Glasgow (1985)
- Centrum Trzeciego Oka, Glasgow (1989)
- Janos Gat Gallery, Nowy Jork (1994 i 1997)
- Muzeum Sztuki Yad Vashem [z György Románem], 1996
- Galeria Shepherd, Nowy Jork (1995)
- Collegium Hungaricum, Berlin (2006)

## Prace w zbiorach publicznych
- Węgierska Galeria Narodowa, Budapeszt
- Węgierskie Muzeum Żydowskie, Budapeszt
- Muzeum Króla Stefana, Székesfehérvár, Węgry
- Muzeum Sztuki Yad Vashem, Jerozolima
- The Israel Museum, Jerozolima
- The British Museum, Dział Druków i Rysunków
- The Museum Kunst Palast, Düsseldorf
- Städel Museum, Frankfurt am Main[17]
- Muzeum Żydowskie, Nowy Jork
- The Kupferstichkabinett (Muzeum Druków i Rysunków), Berlin
- The Albright-Knox Art Gallery, Buffalo, Nowy Jork, USA
- Muzeum Sztuk Pięknych, Houston, Texas, USA
- The Albertina, Wiedeń
- The Metropolitan Museum of Art.
- The Duke Anton Ulrich Museum, Braunschweig, Niemcy
- Muzeum Sztuki Pięknej w Cleveland
- MoMA, Wydział Rysunków i Grafiki, Nowy Jork

## Literatura
- Szabó, Júlia (ed.): Gedő Ilka rajzai és festményei (The Drawings and Paintings of Ilka Gedő), exhibition catalogue, Székesfehérvár, Szent István Király Múzeum, 1980, HU ISBN 963-7131-20-5 ISSN 0586-3759.
- Ury, Ibolya (ed.): Gedő Ilka, kiállításkatalógus (Ilka Gedő, Exhibition Catalogue), Budapest, a Műcsarnok Dorottya utcai Kiállítóterme, 1982, ISBN 963-01-4173-6.
- Mucsi, András (ed.): Gedő Ilka (1921–1985) festőművész kiállítása (The Exhibition of Ilka Gedő /1921-1985/), exhibition catalogue, Szentendre, Művésztelepi Galéria, 1985, 963-01-6605-4 ISSN 0209-4940.
- Néray, Katalin (ed.): Gedő Ilka (1921–1985), exhibition catalogue, Budapest, Palace of Exhibitions, 1987, ISBN 963-7162-86-0.
- Gálig, Zoltán (ed): Gedő Ilka festőművész rajzai a Szombathelyi Képtárban (Works on Paper by Ilka Gedő at the Municipal Art Museum of Szombathely), Szombathely, Városi Képtár, 1989, ISBN 963-01-9554-2 ISSN 0239-1910.
- Semjén, Anita (ed): Áldozatok és gyilkosok / Gedő Ilka gettó-rajzai és Román György háborús bűnösök népbírósági tárgyalásain készült rajzai (Victims and Perpetrators / Ilka Gedő's Ghetto Drawings and György Román’s Drawings of the People’s Court War Criminals Trials), exhibition catalogue, Budapest, 1995, Hungarian Jewish Museum and Jerusalem, 1996, Yad Vashem Art Museum
- Kashey, Elizabeth (ed): Ilka Gedő (1921–1985) Drawings and Pastels, exhibition catalogue, New York, Shepherd Gallery, 21 East 84th Street, 1995, OCLC 313759285
- Kolozsváry, Marianna (ed.): Gedő Ilka festőművész kiállítása (Exhibition of Ilka Gedő), exhibition catalogue, Budapest, Hungarian National Gallery, 2004, ISSN 0231-2387.
- György, Péter–Pataki, Gábor, Szabó, Júlia, Mészáros, F. István: Gedő Ilka művészete (1921–1985) – The Art of Ilka Gedő (1921–1985), Budapest, Új Művészet, 1997, ISBN 963-7792-21-X ISSN 1219-4913.
- Hajdu, István– Dávid, Bíró: Gedő Ilka művészete, oeuvre katalógus és dokumentumok, Gondolat Kiadó, Budapest, 2003, ISBN 963-9500-13-5
- István Hajdu–Dávid Bíró: The Art of Ilka Gedő, Oeuvre Catalogue and Documents, Gondolat Kiadó, Budapest, 2003, ISBN 963-9500-14-3